# 니콜라오스 미할롤리아코스
니콜라오스 미할롤리아코스(그리스어: Νικόλαος Μιχαλολιάκος, 1957년 12월 16일 ~ )는 그리스의 극우 정당 황금새벽당의 당수이다. 2013년 9월 28일에 범죄 조직에 관여한 혐의로 체포되었다.